# 埃尔特赞
埃尔特赞（法語：Hertzing）是法国摩泽尔省的一个市镇，属于萨尔堡区（Sarrebourg）雷希库尔堡县（Réchicourt-le-Château）。该市镇总面积1.54平方公里，2009年时的人口为192人。

## 人口
埃尔特赞人口变化图示